# Микушкино (Горномарийский район)
Микушкино (мар. Микушкансир) — деревня в Горномарийском районе Марий Эл Российской Федерации. Входит в состав Пайгусовского сельского поселения.
Численность населения — 7 чел. (2014 год).

## География
Располагается в 6,5 км от административного центра сельского поселения — села Пайгусово.

## История
Марийское название деревни состоит из слов «Микуш» — имя одного из первопоселенцев, и «сир» — берег. Поселение упоминается в 1884 году.

## Население
| 2002 | 2010 | 2014 |
| ---- | ---- | ---- |
| 12   | ↘6   | ↗7   |